# Josef Seger
Josef Seger, també anomenat Seeger, Seegr, Segert, i Zeckert (Repin, Bohèmia, 21 de març de 1716 - Praga, 22 d'abril de 1782) fou un compositor i organista txec. Seger s'educà musicalment a Praga, assolint a adquirir una tan gran perícia en l'orgue i en el contrapunt, que el mateix Johann Sebastian Bach el considerava com un dels més grans artistes de la seva època. Foren deixebles seus els principals músics bohemis d'aquell temps. Va compondre nombroses misses, salms, lletanies, etc.; però l'obra que li donà la fama més gran és la que porta per títol Vuit tocates i fugues per a orgue, que, publicades per Breitkopf el 1793, fou reeditada multitud de vegades, i modernament per la mateixa editora, adaptades a les modernes exigències de l'orgue per Gregori Ould.

## Alumnes de Seger
- Václav Pichl,[1]
- Leopold Kozeluch,
- Caspar Maschek,
- Mysliwececk,
- Josef Gelinek,
- František Brixi,
- Karel Blažej Kopřiva.[2]
- Joachim Cron.[3]